# Oxira chalcea
Oxira chalcea är en fjärilsart som beskrevs av Charles Boursin 1948. Oxira chalcea ingår i släktet Oxira och familjen nattflyn. Inga underarter finns listade i Catalogue of Life.